# Cầu Thuận Phước
Cầu Thuận Phước là cây cầu treo dây võng bắc qua 2 bờ sông Hàn, nối đường Nguyễn Tất Thành với cầu Mân Quang giữa 2 quận Hải Châu và Sơn Trà thuộc thành phố Đà Nẵng.

## Thi công
Cầu Thuận Phước được khởi công xây dựng vào ngày 16 tháng 1 năm 2003 với vốn đầu tư gần 1.000 tỷ đồng do thành phố Đà Nẵng làm chủ đầu tư từ nguồn ngân sách. Công ty Cổ phần tư vấn xây dựng 533 liên danh với Viện Thiết kế cầu đường số 2 Trung Quốc thiết kế. Công ty Cơ khí xây dựng công trình 623 thuộc Tổng Công ty Xây dựng Công trình giao thông 6 là nhà thầu chính thi công phần cầu chính dây võng. Liên danh Công ty công trình giao thông Đà Nẵng và Công ty cơ khí Thăng Long thuộc Tổng công ty xây dựng Thăng Long là các nhà thầu thi công phần cầu dẫn, cả ở phía Hải Châu và phía Sơn Trà. Cầu thông xe kỹ thuật ngày 25 tháng 3 năm 2009 và khánh thành ngày 19 tháng 7 năm 2009.

### Khó khăn trong quá trình thi công
Trong quá trình xây dựng cầu tại vị trí cửa sông Hàn đổ ra vịnh Đà Nẵng, địa chất cửa sông phức tạp, gây khó khăn cho việc thi công móng và mố, trụ cầu, đặc biệt là móng 2 trụ tháp. Cầu có chiều cao kiến trúc lớn, lại ở cửa biển nên ảnh hưởng của gió cũng làm cho tiến độ thi công bị chậm.
Việc thi công cọc khoan nhồi đường kính lớn D250 (cm) của 2 tháp cầu, phải ngàm vào được tầng đá gốc ở đáy sông gặp rất nhiều khó khăn, nhưng với sự nỗ lực của các kỹ sư và công nhân, cùng với những điều chỉnh cần thiết về công nghệ khoan, hạng mục này cũng đã hoàn thành.
Việc lựa chọn cấp phối bê tông cường độ cao cho phần dầm cầu dẫn ở thời điểm đó cũng là một thách thức đối với các kỹ sư vật liệu của dự án.
Việc thi công các nhịp cầu bê tông cốt thép liên tục bằng công nghệ đẩy ván khuôn trên đà giáo cố định của cầu dẫn phía Thuận Phước (Hải Châu) gặp rất nhiều khó khăn, do đoạn cầu dẫn có 1 đường cong nằm, bán kính 250 m.
Việc thi công 2 mố neo cáp chủ của cầu chính cũng gặp rất nhiều khó khăn do kích thước mố neo rất lớn.
Việc thi công hệ thống dây cáp chủ của cầu chính dây võng lần đầu tiên được thực hiện ở Việt Nam nên có rất nhiều bỡ ngỡ.

### Khánh thành
Dự định sẽ khánh thành vào ngày 30 tháng 4 năm 2005 để mừng kỷ niệm giải phóng miền Nam thống nhất đất nước nhưng tiến độ chậm vì những khó khăn khi thi công nhịp cầu chính dây võng nên cầu khánh thành vào ngày 19 tháng 7 năm 2009.

## Thông số
Cầu Thuận Phước là cầu treo dây võng dài nhất Việt Nam.
- Chiều dài: 1.856 m
- Chiều rộng cầu: 18 m
- Số làn xe: 4 (ô tô và xe máy), 2 lối đi bộ và 2 lối đi xe đạp (xe thô sơ)
- Trọng tải: 13 tấn
- Độ tĩnh không thông thuyền: 27 m
- 3 nhịp dây võng dài: 655 m
- Có khẩu độ nhịp dây võng lớn nhất Việt Nam: 405 m
- Số lượng trụ tháp: 2
- Độ cao tháp trụ: 80 m tính từ bệ cọc
- Khoảng cách giữa 2 trụ tháp: 405 m

## Hình ảnh

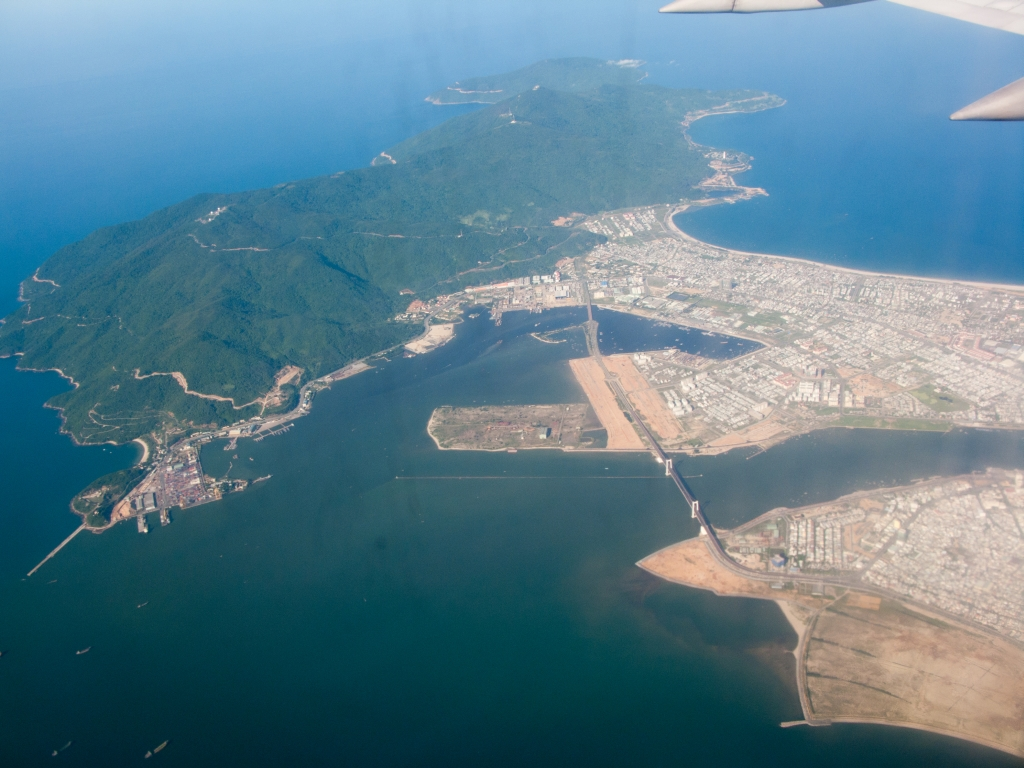
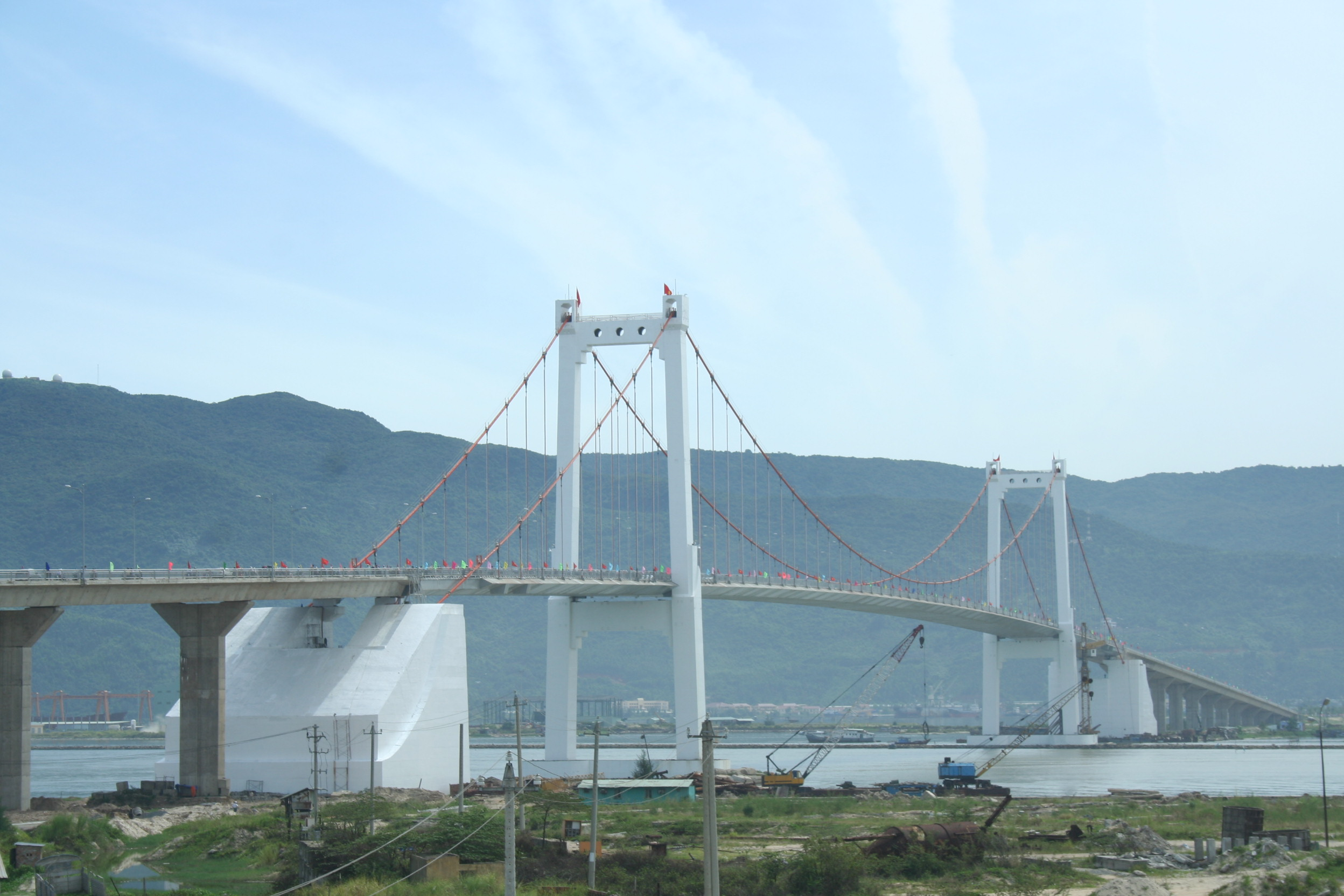
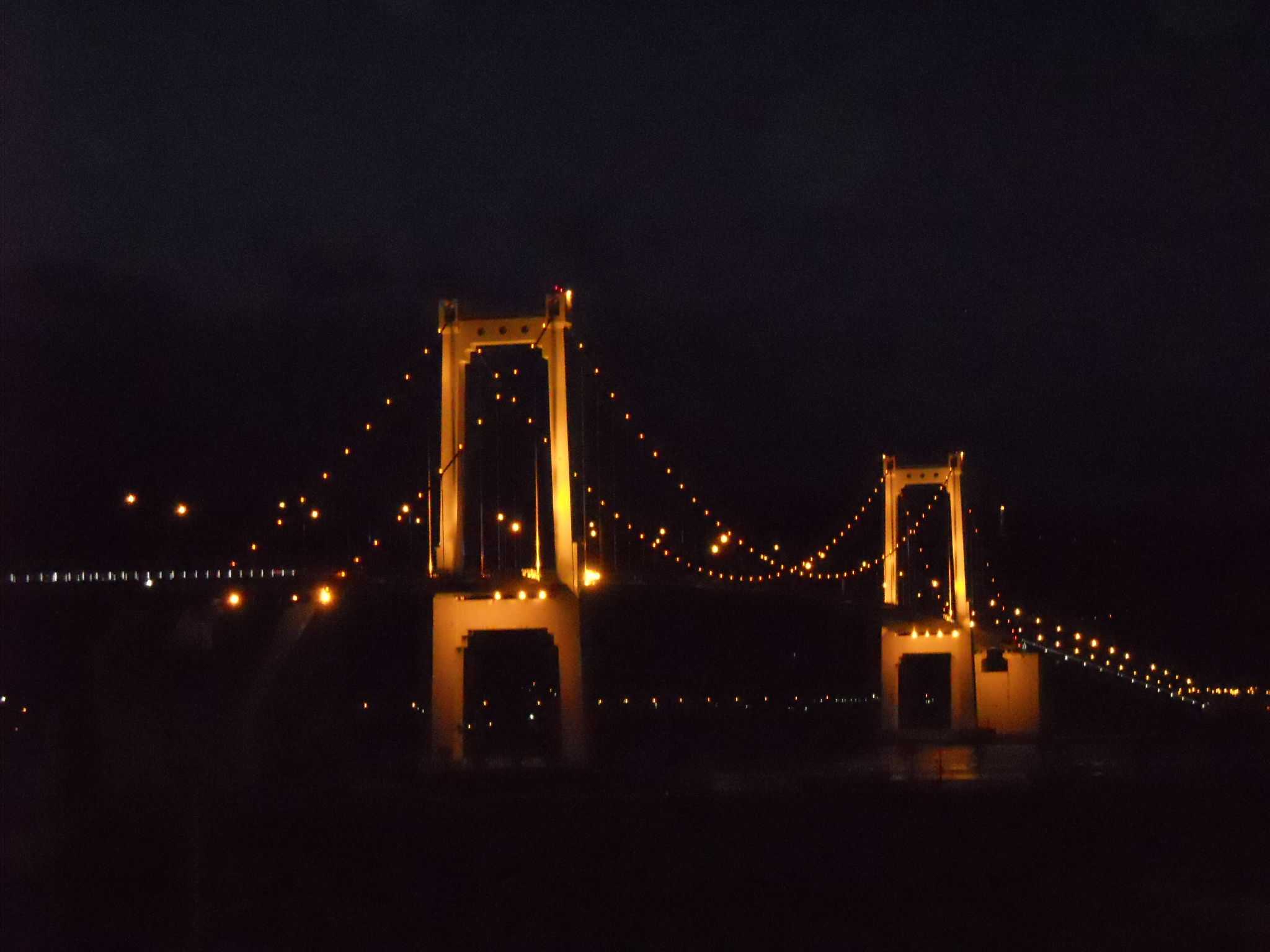
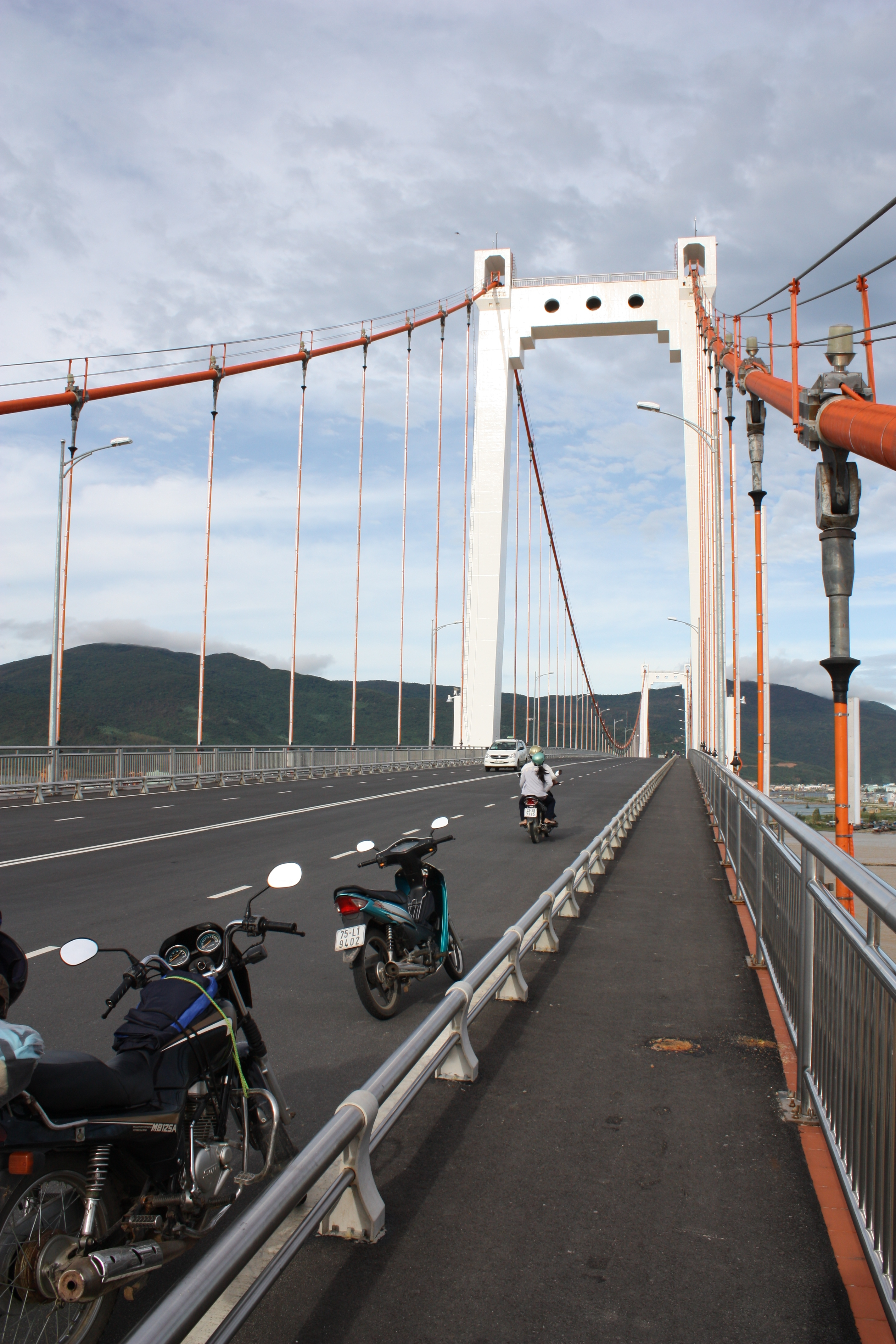
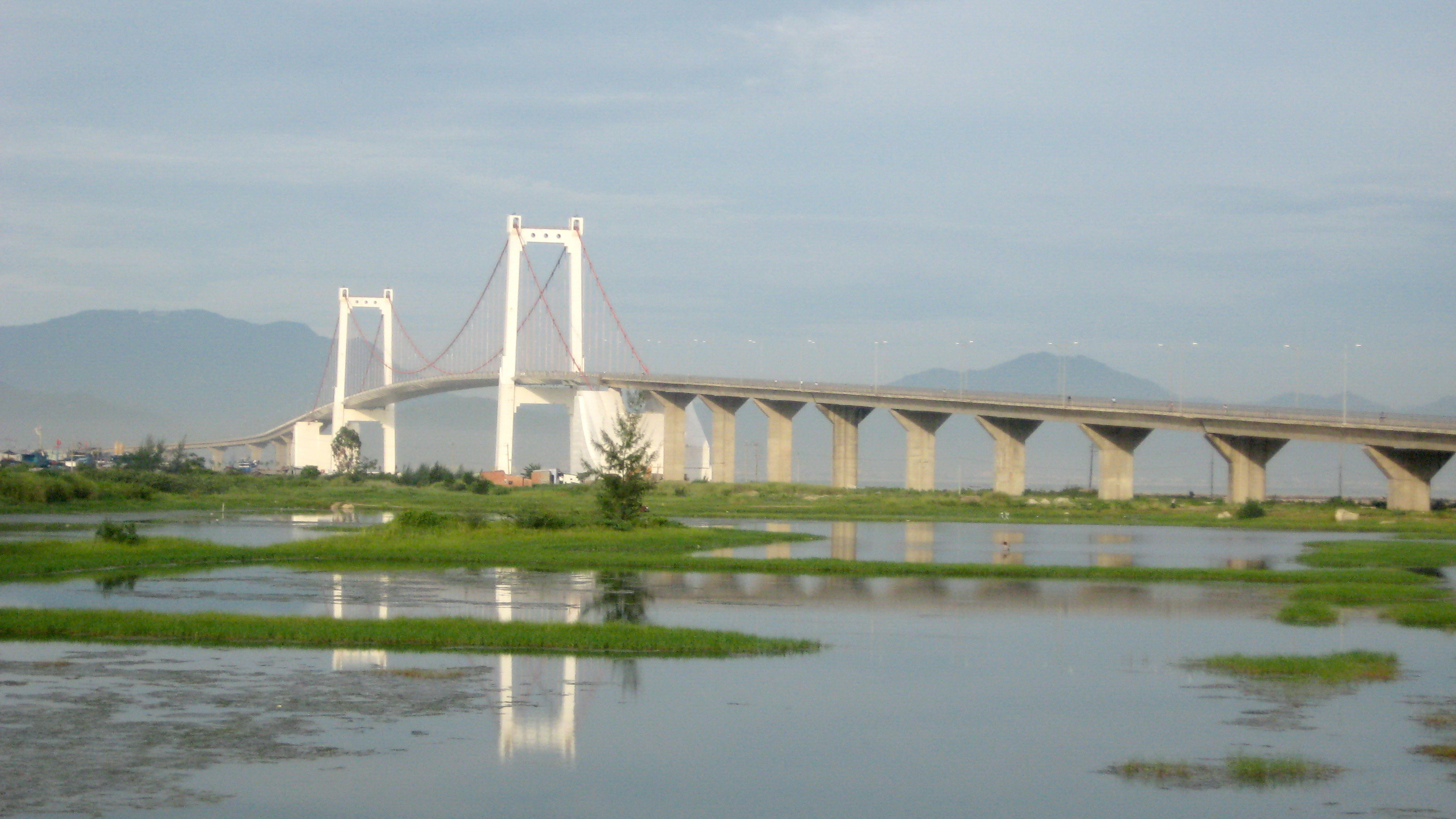